# Albert Lozeau
Charles-Joseph-Albert Lozeau (* 23. Juni 1878 in Montreal; † 24. März 1924 ebenda) war ein kanadischer Lyriker.

## Leben
Lozeau war das älteste von elf Kindern von Joseph Lozeau und Adèle Gauthier, von denen sieben das Erwachsenenalter erreichten. Ab 1886 besuchte er die Académie Saint-Jean-Baptiste, musste aber 1891 die Ausbildung nach einem Unfall abbrechen. 1892 erkrankte er an der Pottschen Krankheit, einer tuberkulösen Arthritis der Wirbelsäule und war von 1896 bis 1904 ans Bett gefesselt. 
In dieser Zeit schrieb Lozeau seine ersten Gedichte, von denen 1900 sieben in der Anthologie Les soirées du château de Ramezay der École Littéraire de Montréal erschienen. In der Folgezeit schrieb er Beiträge für Le Nationaliste, Le Canada und andere Zeitschriften. Durch Vermittlung des französischen Kritikers Charles ab der Halden erschien 1907 sein erster Gedichtband L’âme solitaire in Montreal und Paris, der nach positiver Kritik 1908 eine zweite Auflage erlebte. Mit dem Poem Canada gewann er 1907 den Wettbewerb Poètes de clocher, der von den Annales politiques et littéraires  in Paris veranstaltet wurde.
Ab 1910 schrieb er regelmäßig lyrische und Prosatexte für Henri Bourassas Le Devoir, darunter die humoristischen Billets du soir. 1911 wurde er Mitglied der Royal Society of Canada. Im Folgejahr erschien sein zweiter Gedichtband Le miroir des jours. Zum Freundeskreis des inzwischen angesehenen Autors gehörten Persönlichkeiten wie Charles Gill, Albert Milette, Louis-Joseph Doucet und Abbé Joseph-Marie Melançon (Lucien Rainier).
Während des Ersten Weltkrieges verfasste Lozeau patriotische Gedichte für den Le Devoir, die 1916 in Montreal gesammelt in dem Band Lauriers et feuilles d’érable erschienen. In der Auseinandersetzung um eine eigenständige nationale kanadische Dichtung veröffentlichte er 1921 in den Transactions der Royal Society of Canada den Artikel Le régionalisme littéraire, opinions et théories und schrieb 1924 für den Almanach de la langue française den Beitrag Les lettres au service de l’idée patriotique.
1924 starb  Lozeau an einem Schlaganfall. Eine revidierte Ausgabe seiner lyrischen Werke erschien 1925–26 in drei Bänden unter dem Titel Poésies complètes und enthielt auch eine Anzahl bis dahin unveröffentlichter Gedichte. Neben Émile Nelligan gilt Lozeau als bedeutendster Lyriker Québecs im frühen 20. Jahrhundert.